# Pierre Trân Ðinh Tu

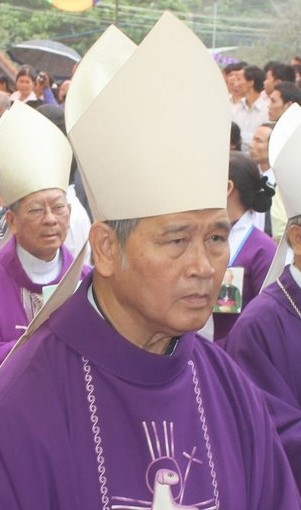
Pierre Trân Ðinh Tu, 2011

Pierre Trân Ðinh Tu (vietnamesisch: Phêrô Trần Đình Tú; * 2. März 1937 in Thái Bình) ist ein vietnamesischer Geistlicher und emeritierter römisch-katholischer Bischof von Phú Cường.

## Leben
Pierre Trân Ðinh Tu empfing am 29. April 1965 die Priesterweihe.
Papst Johannes Paul II. ernannte ihn am 5. November 1998 zum Bischof von Phú Cường. Die Bischofsweihe spendete ihm der Papst persönlich am 6. Januar des nächsten Jahres; Mitkonsekratoren waren Giovanni Battista Re, Substitut des Staatssekretariates, und Francesco Monterisi, Sekretär der Kongregation für die Bischöfe.
Am 30. Juni 2012 nahm Papst Benedikt XVI. seinen altersbedingten Rücktritt an.